# Rene Krhin
Rene Krhin (* 21. května 1990 Maribor, Jugoslávie) je bývalý slovinský fotbalista, který hrál jako střední záložník. Za národní tým Slovinska odehrál celkem 48 zápasů. 
Hrál za fotbalové kluby FC Inter Milán, Bologna FC 1909, Granada CF a FC Nantes.